# Adam Zych
Adam Alfred Zych (ur. 28 lipca 1945 w Częstochowie) – polski psycholog, pedagog, poeta, tłumacz, profesor nauk społecznych.

## Życiorys
W 1964 roku ukończył II Liceum Ogólnokształcące im. Jarosława Dąbrowskiego w Częstochowie. W latach 1966–1971 odbył studia z zakresu filozofii i psychologii na Akademii Teologii Katolickiej w Warszawie. Doktoryzował się w 1975 roku w Instytucie Badań Pedagogicznych w Warszawie. Stopień doktora habilitowanego uzyskał w 1984 na Uniwersytecie Gdańskim. Postanowieniem Prezydenta RP z 19 lutego 2014 roku otrzymał tytuł naukowy profesora nauk społecznych.
W latach 1971–1975 pracował jako inspektor ds. zawodowej rehabilitacji inwalidów w Zespole Opieki Zdrowotnej w Szczecinie. W 1975 roku podjął pracę w Wyższej Szkole Pedagogicznej w Kielcach, przekształconej następnie w Akademię Świętokrzyską. Początkowo zatrudniony był na stanowisku adiunkta, a później docenta (1987) i od 1990 profesora. W latach 80. napisał hymn WSP do muzyki Mirosława Niziurskiego. W 1991 roku był stypendystą Northwestern University. Gościnnie wykładał na Uniwersytecie w Gießen (1987 i 1988), Uniwersytecie Wiedeńskim (1995) i na Europejskim Uniwersytecie Viadrina (1996). Obecnie związany jest z Dolnośląską Szkołą Wyższą we Wrocławiu.
Jego zainteresowania badawcze obejmują gerontologię społeczną, pedagogikę starzenia się i starości oraz psychologię religii. Jest autorem artykułów w „Pro Memoria”, „Sztuce”, „Ikarze” i „Świętokrzyskim Kwartalniku Literackim”. Wystąpił w filmie dokumentalnym pt. Kielce, czyli polski Bronx (1995). Odznaczony został m.in. Krzyżem Kawalerskim Orderu Odrodzenia Polski, Złotym Krzyżem Zasługi i Medalem Komisji Edukacji Narodowej. Uhonorowano go również Nagrodą Miasta Kielce i Medalem Miasta Oświęcimia oraz tytułem Przyjaciel Seniora.
Jest encyklopedystą, redaktorem Encyklopedii starości, starzenia się i niepełnosprawności wydanej w latach 2017-2018. Opublikował kilkanaście tomików wierszy, również w językach angielskim i niemieckim.

## Wybrane publikacje
- Psychologowie radzieccy i ich prace 1917–1977. Słownik biograficzny, Kielce 1980
- Być sobą przeciw sobie. Szkice o młodzieży współczesnej, Warszawa 1988
- Sytuacja życiowa ludzi w podeszłym wieku w Polsce i w Republice Federalnej Niemiec, Kielce 1990
- Człowiek wobec starości. Szkice z gerontologii społecznej, Warszawa 1995
- Słownik gerontologii społecznej, Warszawa 2001
- The living situation of elderly Americans of Polish descent in Chicago, Wrocław 2005
- Narodziny nowego wieku. Eseje, felietony i szkice, Wrocław 2005
- Pomiędzy wiarą a zwątpieniem. Wprowadzenie do psychologii religii, Kraków 2012
- Przekraczając „smugę cienia”. Szkice z gerontologii i tanatologii, wyd. 2. przejrz., popr. i uzup., Katowice 2013
- Encyklopedia starości, starzenia się i niepełnosprawności (red.), Katowice 2017, 5 t.
- Leksykon gerontologii, wyd. 4., Kraków 2019
- Młodość utracona, odkrywana starość. Eseje i szkice z gerontologii, Katowice 2020
- Starość w drodze... Wybór materiałów (red.), Katowice 2020